# Hysterothecium
Ein Hysterothecium ist die Bezeichnung für eine Art von Fruchtkörper bei manchen Ascomyceten. Er ist eine Sonderform des Apotheciums und durch eine langgestreckte Polsterform gekennzeichnet und öffnet sich bei Reife durch einen schmalen Spalt.